# Renault 25

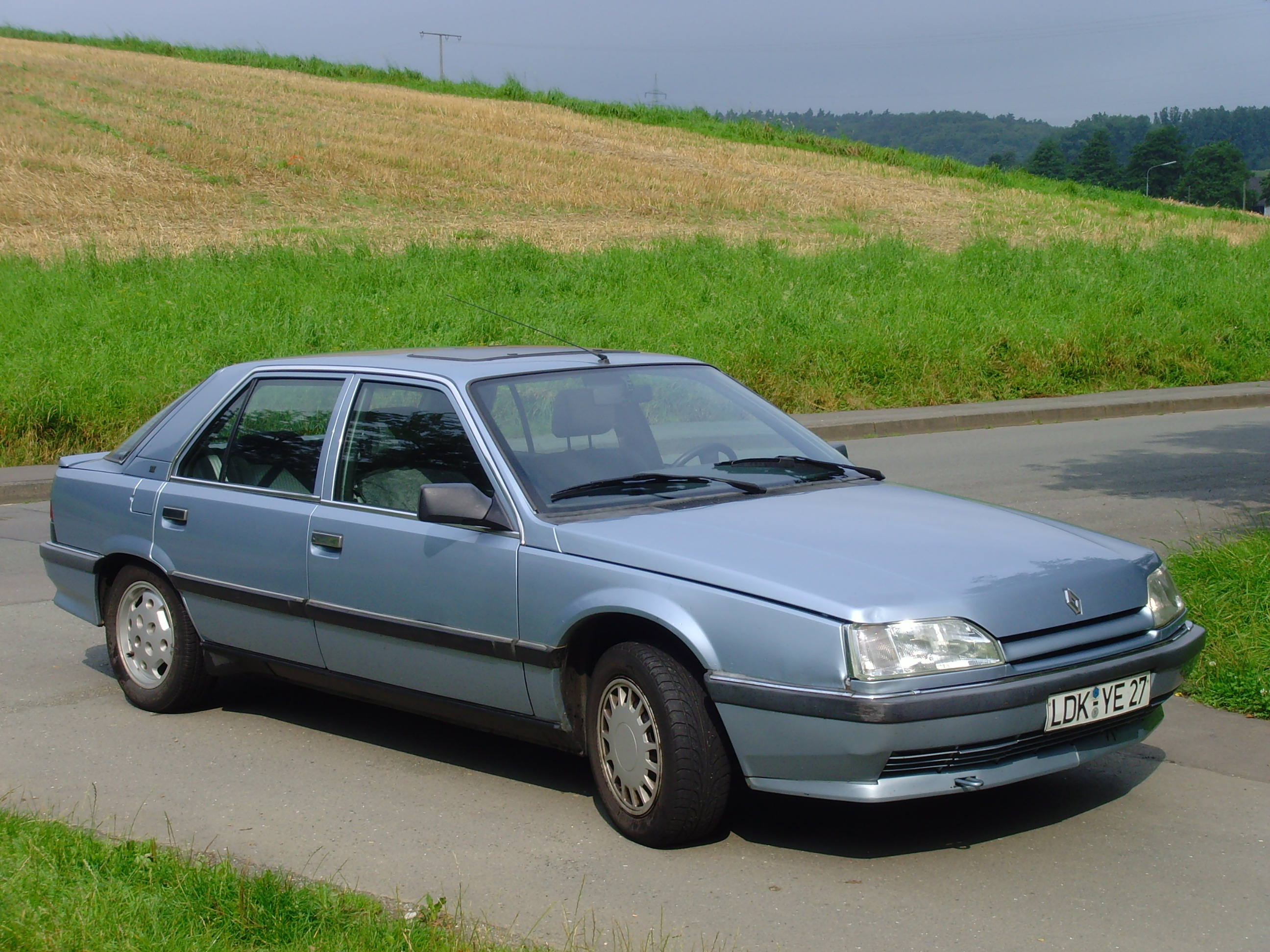
Renault 25

Renault 25, zkráceně též jako R25 je automobil, který se vyráběl od roku 1984 jako nástupce modelů R20 a R30. V roce 1990 prošel faceliftem a jeho výroba byla ukončena roku 1992. Během výroby se měnila nabídka a výkony motorů, dodávaly se benzínové motory od 2.0 po 2.9 a naftové 2.1D a 2.1TD.

## Prodej v USA
V USA se R25 prodával jako Renault Premier. Model Premier byl vyvinut společnostmi AMC a Renault. Byl odvozen z francouzského pětidveřového Renault 25, ale měl prodlouženou karosérii sedan. Karosérii navrhla firma Ital Design. Vůz byl vyráběn od roku 1987. V roce 1988 jeho výrobu převzala nově vzniklá značka Eagle. Americká verze se dodávala s motory 2.5/82 kW a V6 3.0/112 kW.